# Panuncio Martínez
El general Panuncio Martínez Aguilera fue un militar y masón mexicano que participó en la Revolución Mexicana. 
Nació en Uriangato, Guanajuato el 3 de junio de 1888, siendo hijo de Jesús Martínez Vieyra -nieto de José María Martínez y Ana María Vieyra- y Micaela Aguilera, siendo el mayor de tres hermanos Manuel y Concha. 
Ingresó en 1907 en la milicia federal en la División Oriente del Gral. Higinio Aguilar fiel de Porfirio Díaz, operando en el estado de Veracruz, Tuxtepec, y la zona mazateca de Teotitlán. 
Al estallar la revolución en 1910 se unió al movimiento armado maderista y operó en el estado de Veracruz.
Martínez tenía una actuación liberal que lo hizo salir del país y refugiarse en Guatemala, de donde regresó para integrarse en el Ejército Libertador del Sur en Acatlán de Pérez Figueroa bajo las órdenes de Emiliano Zapata, en 1911 donde reconoció el Plan de Ayala. 
Posteriormente, se unió a los felicistas con Félix Díaz de 1917-1920, luchando contra el constitucionalismo de Venustiano Carranza.
En 1918, fue el responsable de invadir Minatitlán, Veracruz con una banda de seiscientos hombres; mató a veinte soldados de la guarnición local y tomó 45 000 pesos en efectivo y 25 000 en bienes de la refinería de El Águila. 
Luego se integró al Movimiento Aguaprietista -Plan de Agua Prieta- en 1920, donde logró que se le reconociera el grado de General de División. 
Luchó en la rebelión delahuertista en 1923, en contra de Adolfo de la Huerta en favor de Álvaro Obregón y Plutarco Elías Calles, donde vencieron en febrero de 1924. 
Murió en 1968 en el Rancho el Limón en Acatlán de Pérez Figueroa en el Estado de Oaxaca.

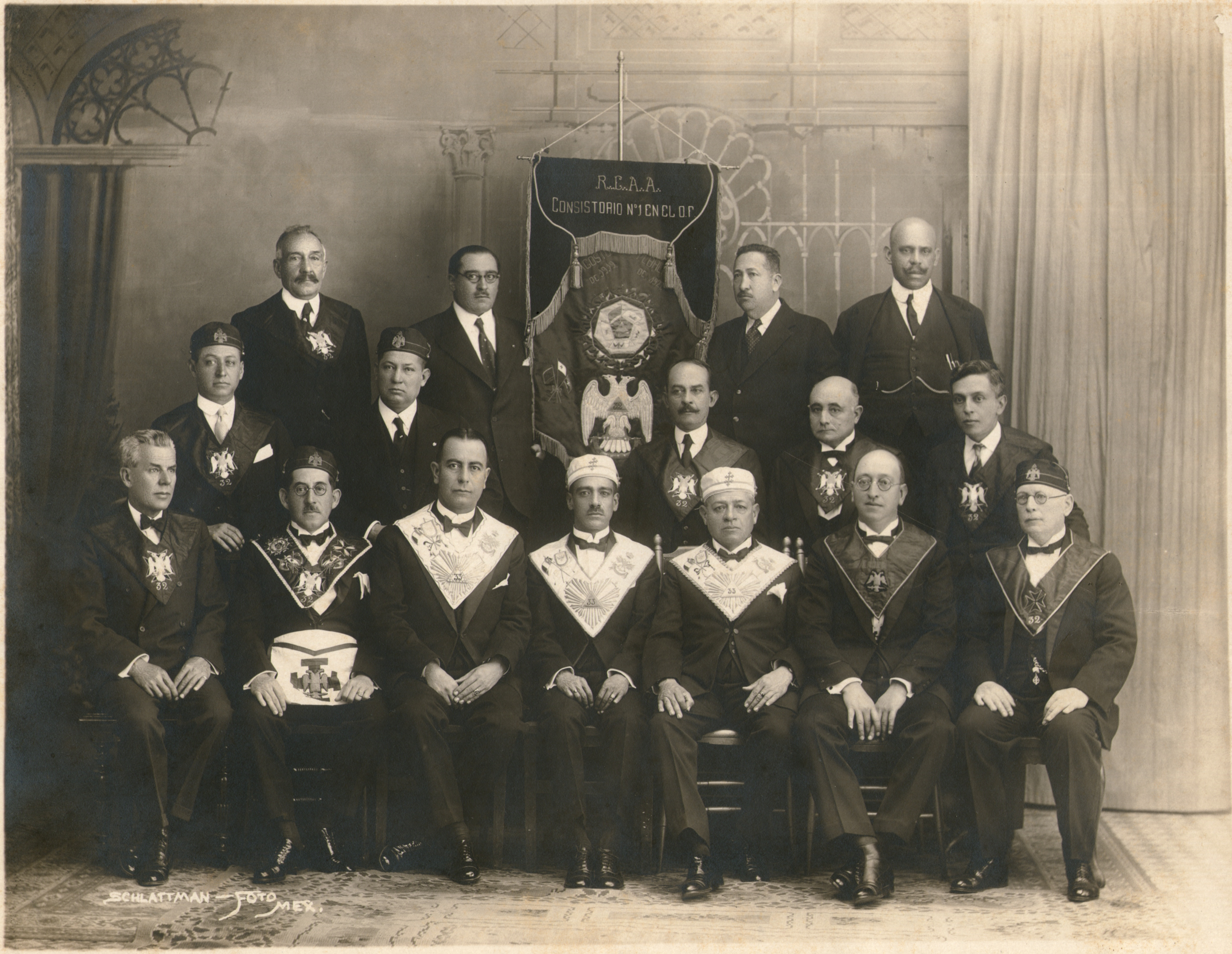
Panuncio Martínez al centro a la derecha en la logia masónica.